# Matías Catalán
Matías Ezequiel Catalán (Mar del Plata, 19 agosto 1992) è un calciatore argentino naturalizzato cileno, difensore del Talleres (C).

## Biografia
Nato in Argentina, suo padre è cileno.

## Caratteristiche tecniche
È un terzino destro che può giocare anche al centro della difesa.

## Carriera

### Nazionale
Nel 2023 ha scelto di rappresentare il Cile, nazione delle sue origini, con cui ha esordito il 27 marzo dello stesso anno nell'amichevole vinta 3-2 contro il Paraguay.

## Statistiche

### Cronologia presenze e reti in nazionale
| Cronologia completa delle presenze e delle reti in nazionale ― Cile | Cronologia completa delle presenze e delle reti in nazionale ― Cile | Cronologia completa delle presenze e delle reti in nazionale ― Cile | Cronologia completa delle presenze e delle reti in nazionale ― Cile | Cronologia completa delle presenze e delle reti in nazionale ― Cile | Cronologia completa delle presenze e delle reti in nazionale ― Cile | Cronologia completa delle presenze e delle reti in nazionale ― Cile | Cronologia completa delle presenze e delle reti in nazionale ― Cile |
| Data                                                                | Città                                                               | In casa                                                             | Risultato                                                           | Ospiti                                                              | Competizione                                                        | Reti                                                                | Note                                                                |
| ------------------------------------------------------------------- | ------------------------------------------------------------------- | ------------------------------------------------------------------- | ------------------------------------------------------------------- | ------------------------------------------------------------------- | ------------------------------------------------------------------- | ------------------------------------------------------------------- | ------------------------------------------------------------------- |
| 27-3-2023                                                           | Santiago del Cile                                                   | Cile                                                                | 3 – 2                                                               | Paraguay                                                            | Amichevole                                                          | -                                                                   | 96’                                                                 |
| 16-6-2023                                                           | Viña del Mar                                                        | Cile                                                                | 5 – 0                                                               | Rep. Dominicana                                                     | Amichevole                                                          | -                                                                   |                                                                     |
| 12-9-2023                                                           | Santiago del Cile                                                   | Cile                                                                | 0 – 0                                                               | Colombia                                                            | Qual. Mondiali 2026                                                 | -                                                                   | 39’ 73’                                                             |
| 12-10-2023                                                          | Santiago del Cile                                                   | Cile                                                                | 2 – 0                                                               | Perù                                                                | Qual. Mondiali 2026                                                 | -                                                                   | 13’                                                                 |
| 21-11-2023                                                          | Quito                                                               | Ecuador                                                             | 1 – 0                                                               | Cile                                                                | Qual. Mondiali 2026                                                 | -                                                                   |                                                                     |
| 26-3-2024                                                           | Marsiglia                                                           | Francia                                                             | 3 – 2                                                               | Cile                                                                | Amichevole                                                          | -                                                                   | 88’                                                                 |
| 11-6-2024                                                           | Santiago del Cile                                                   | Cile                                                                | 3 – 0                                                               | Paraguay                                                            | Amichevole                                                          | -                                                                   |                                                                     |
| 5-9-2024                                                            | Buenos Aires                                                        | Argentina                                                           | 3 – 0                                                               | Cile                                                                | Qual. Mondiali 2026                                                 | -                                                                   |                                                                     |
| 10-9-2024                                                           | Santiago del Cile                                                   | Cile                                                                | 1 – 2                                                               | Bolivia                                                             | Qual. Mondiali 2026                                                 | -                                                                   | 88’                                                                 |
| Totale                                                              |                                                                     | Presenze                                                            | 9                                                                   |                                                                     | Reti                                                                | 0                                                                   |                                                                     |

## Palmarès

### Club

#### Competizioni nazionali
- Campionato argentino: 1

San Lorenzo: 2013 Inicial

#### Competizioni internazionali
- Coppa Libertadores: 1

San Lorenzo: 2014